# Generation R
Generation R is een Nederlands prospectief onderzoek dat 10.000 opgroeiende Rotterdamse kinderen volgt vanaf het foetale leven tot aan de jonge volwassenheid. Het onderzoek is opgezet om vroege genetische en omgevingsfactoren te identificeren die van invloed zijn op de optimale en suboptimale groei, ontwikkeling en gezondheid. De resultaten worden gebruikt voor het optimaliseren van de gezondheidszorg voor zwangere vrouwen en kinderen. Generation R wordt uitgevoerd door het Erasmus MC, de Erasmus Universiteit Rotterdam en het Sophia Kinderziekenhuis in samenwerking met de GGD Rotterdam-Rijnmond.
Het onderzoek richt zich op vijf onderzoeksgebieden:
1. Groei en lichamelijke ontwikkeling
2. Gedrag en cognitieve ontwikkeling
3. Astma en atopie
4. Ziekten op de kinderleeftijd
5. Gezondheid en gezondheidszorg

Het onderzoek kan gezien worden als een vervolg op het onderzoek Gedrag in Beeld dat twee decennia eerder startte.

## Opzet

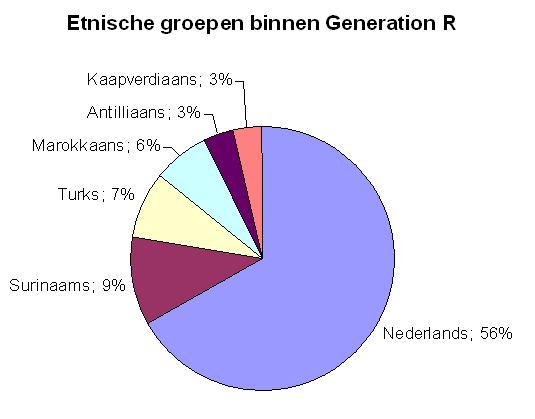
Tot welke etnische groepen behoren de deelnemers van Generation R?

In Generation R vormen de deelnemende kinderen een prenataal geworven geboortecohort. Zwangere vrouwen met een bevalling tussen april 2002 en januari 2006 en woonachtig in Rotterdam kwamen in aanmerking. In totaal zijn 9778 zwangere vrouwen in deze periode geïncludeerd. Er is een grote verscheidenheid aan etnische groepen. De grootse etnische groepen in Rotterdam zijn allemaal vertegenwoordigd in het cohort: Nederlands, Surinaams, Turks, Marokkaans, Antilliaans en Kaapverdiaans.

## Zwangerschap en geboorte
Tijdens de zwangerschap zijn metingen uitgevoerd in twee onderzoekscentra in Rotterdam, in nauwe samenwerking met consultatiebureaus en ziekenhuizen. De gegevens zijn op verschillende manieren verzameld:
Lichamelijk onderzoekDeze zijn gedaan in het eerste, tweede en derde trimester van de zwangerschap. Hierbij werd lengte, gewicht en bloeddruk van de moeder gemeten. De vaders zijn één keer onderzocht.
VragenlijstenMoeders ontvingen vier vragenlijsten, vaders één. Onderwerpen in de vragenlijsten varieerden van medische- en familiegeschiedenis tot levenstijlkenmerken, voeding en het opleidingsniveau.
Echo'sBij elk bezoek zijn echo’s gemaakt, waarmee de zwangerschapsduur en het groeipatroon van de foetus werd vastgesteld.
LichaamsmateriaalIn het eerste en tweede trimester van de zwangerschap werd bloed van de moeder afgenomen en navelstrengbloed bij de geboorte. Urine is verzameld om de blootstelling aan stoffen zoals pesticiden te meten.

## Periode 0-4 jaar
Tijdens de eerste 4 jaar zijn gegevens verzameld bij het bezoeken van een van de ziekenhuizen en consultatiebureaus in Rotterdam. De gegevens zijn ook in deze fase op verschillende manieren verzameld:
HuisbezoekOp de leeftijd van 3 maanden is een huisbezoek gedaan om de (neuro)motorische ontwikkeling te onderzoeken.
Lichamelijk onderzoekInformatie over de groei (lengte, gewicht en hoofdomtrek) is verkregen bij bezoeken aan het consultatiebureau.
VragenlijstenInformatie over de groei, ontwikkeling en gezondheid is verkregen door middel van gemiddeld 2 vragenlijsten per jaar.
Metingen en observaties in subgroepAanvullende, meer gedetailleerde informatie over de groei en ontwikkeling is verzameld bij een subgroep van 1232 moeders en hun kinderen. Zij zijn zes keer uitgenodigd op het onderzoekscentrum. Hier zijn echo’s gemaakt van de hersenen, de nieren en het buikvet. Daarnaast is de bloeddruk gemeten, is de kind-ouder interactie en het gedrag geobserveerd en is lichaamsmateriaal als speeksel en bloed verzameld.

## Focus op 5
Vanaf de leeftijd van 5 jaar worden van alle kinderen en hun ouders eens in de 3 a 4 jaar gedetailleerde onderzoeksgegevens verzameld in het onderzoekscentrum in het Erasmus MC -Sophia Kinderziekenhuis. Hier worden metingen gedaan, gedrag geobserveerd en lichaamsmateriaal verzameld. De metingen focussen zich op verschillende gezondheidsproblemen zoals astma, infectieziekten, gedrag en cognitie, ontwikkeling van ogen en tanden, overgewicht, hart- en bloedvatenontwikkeling, en groei en functie van de nieren.

### Bijziendheid
In 2018 kwam naar buiten dat een onderzoeksresultaat aantoont dat veelvuldig en langdurig kijken op smartphone en/of tablets bij kinderen leidt tot een grotere kans op bijziendheid.

## Focus op 9
Vanaf de leeftijd van 9 jaar worden alle kinderen samen met hun ouders opnieuw uitgenodigd voor de nieuwste fase van het onderzoek. Focus op 9 volgt op de vorige fase Focus op 5. De dataverzameling van Focus op 9 bestaat uit een aantal vragenlijsten en twee bezoeken aan het Generation R onderzoekscentrum. Tijdens deze twee bezoeken worden bij de deelnemers uitgebreide metingen gedaan met de nieuwste methoden en technieken. De metingen focussen zich in deze fase op allergieen, gedrag en cognitie, groei en functie van het hart en de bloedvaten, astma, en de ontwikkeling van ogen, het gebit en het gehoor. Daarnaast wordt tijdens een MRI scan gekeken naar onder andere de hersenen en het hart.